# Trenton (Míchigan)
Trenton es una ciudad ubicada en el condado de Wayne en el estado estadounidense de Míchigan. En el Censo de 2010 tenía una población de 18853 habitantes y una densidad poblacional de 969,91 personas por km².

## Geografía
Trenton se encuentra ubicada en las coordenadas 42°8′24″N 83°11′35″O / 42.14000, -83.19306. Según la Oficina del Censo de los Estados Unidos, Trenton tiene una superficie total de 19.44 km², de la cual 18.84 km² corresponden a tierra firme y (3.05%) 0.59 km² es agua.

## Demografía
Según el censo de 2010, había 18853 personas residiendo en Trenton. La densidad de población era de 969,91 hab./km². De los 18853 habitantes, Trenton estaba compuesto por el 95.52% blancos, el 1.35% eran afroamericanos, el 0.5% eran amerindios, el 0.71% eran asiáticos, el 0.02% eran isleños del Pacífico, el 0.5% eran de otras razas y el 1.4% pertenecían a dos o más razas. Del total de la población el 3.17% eran hispanos o latinos de cualquier raza.